# ツェツォラの戦い (1620年)
ツェツォラの戦い (ポーランド語: Bitwa pod Cecorą)は、1620年10月7日、モルダヴィアのプルト川近くのツェツォラ（現ツツォラ、ルーマニア）で.:568、ポーランド・リトアニア共和国軍（モルダヴィア反乱軍を含む）とオスマン帝国軍が衝突した戦闘:344。ポーランド軍は、司令官の王冠領大ヘトマンのスタニスワフ・ジュウキェフスキが戦死し、スタニスワフ・コニェツポルスキら多数が捕虜となる惨敗を喫した。

## 背景
1620年前半、ポーランド・リトアニア共和国がコンスタンティノープルに派遣した使節がオスマン帝国との交渉に失敗し、またポーランド側の登録コサックやオスマン側のタタールがブシャ条約を無視して互いに越境攻撃を繰り返したため、オスマン帝国とポーランドの関係は急速に悪化していた。両国はそれぞれ戦争の準備を始め、1620年にオスマン帝国が宣戦布告したが、ともに準備に時間がかかり、オスマン帝国のポーランド侵攻は1621年春ということになった:341。一方ポーランドでは、セイム（議会）がヘトマン（軍事司令官）たちの軍事費増額要求を却下し続けていた。ハプスブルク帝国の代表に説得されて、元老院（上院）の秘密評議会は1620年に共和国軍を招集することを決定したが、セイム議員の大部分は、ポーランド・リトアニア軍の準備は不十分だと考えていた。当時のポーランド・リトアニア共和国軍を率いる王冠領大ヘトマンのスタニスワフ・ジュウキェフスキは、すでに70歳を超える高齢だった。ポーランドではヘトマンは終身制で、原則引退を認められなかったためである。彼はオスマン帝国軍をポーランド国外すなわちモルダヴィアで迎え撃つことにした。一方オスマン帝国のスルターンのオスマン2世は、オジ総督イスカンダル・パシャをモルダヴィアに派遣し、ポーランドの同盟者であったホスポダールのガシュパル・グラツィアーニの排除に乗り出した:341。
ジュウキェフスキとコニェツポルスキが率いるポーランド軍は、ブジャク・オルダのハン・テミル（ポーランドではカンティミルと呼ばれる）と戦うべく、現在のルーマニア・ヤシ県にあるツツォラ（Țuțora、ポーランド語でツェツォラ Cecora)へ進軍した。その数は5,000人:342から9,000人 (歩兵2,000人、コサック騎兵1600人:344)まで諸説ある。またこれに加えて、コレツキ家、ザスワフスキ家、カザノフスキ家、カリノフスキ家、ポトツキ家といった有力なマグナート（大貴族）が私兵部隊を率いて参戦していた。9月、ポーランド軍はモルダヴィアに入った。モルダヴィアの支配者だったガシュパル・グラツィアーニは、名目的にはオスマン帝国に従属していたが、これに反旗を翻すことを決意してヤシのイェニチェリを殺害し、オスマン2世がグラツィアーニを解任しコンスタンティノープルへ移送させるために送ってきた使節を投獄したうえ、逃亡を図った。しかしそこにやってきたジュウキェフスキは、グラツィアーニにモルダヴィア兵を率いてポーランド陣地へ合流するよう強制した:344。ところが、ポーランド軍内のマグナートが率いている規律にかける私兵たちが各地で略奪を働いたので、モルダヴィアのボヤールの多くは自領を守るため陣営を去ってしまった。勝者の側につこうと様子見を決め込んだり、オスマン軍に参じたりしたものもいた:344。結局、ポーランド軍に加勢した反乱モルダヴィア軍はわずか600人から1000人しかいなかった。

## 戦闘

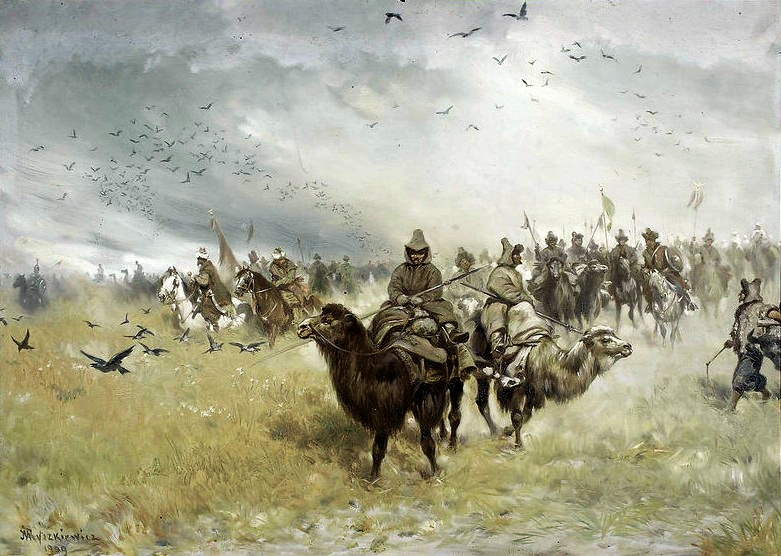
ツェツォラの戦いにおけるクリミア・ハン国のタタール騎兵

9月10日、ポーランド軍はイスカンダル・パシャ率いるタタール、オスマン軍、ワラキア軍の総勢13,000–22,000人と遭遇した。さらにはトランシルヴァニア公 ベトレン・ガーボルの軍もオスマン軍に加わっていた:342。タタールはポーランド軍に奇襲をかけ、多くの捕虜を獲得した。戦闘初日（18日）、ポーランド陣営にいたモルダヴィア反乱軍の大部分は素早くオスマン側へ寝返ってポーランド軍の側面を攻撃し始めた。ポーランド軍内の傭兵やマグナートの私兵たちも規律が欠けていた。コニェツポルスキは、ポーランド軍右翼を指揮することになった。19日にはポーランド・リトアニア軍の敗色が濃厚となったが、それでもまだ陣地を死守していた。コニェツポルスキは21日になっても自軍が崩壊せぬよう押しとどめていた。29日、ポーランド軍のウォーワゴン隊がオスマン軍の戦列を突破し、押し戻し始めた。ところが、オスマン側に寝返ったグラツィアーニに買収されていたマグナートの私兵が撤退しはじめ、これを見た一部の傭兵隊も混乱のうちに退き始めてしまった。これを機にオスマン軍が盛り返し、退却するポーランド軍に何度も攻撃を仕掛けた。ポーランド軍はこれを何度も撃退した（特に10月3日の戦闘は激しかった）が、彼らが国境のドニエストル川を目にする頃には、既にポーランド軍諸部隊は崩壊しかけていた。
10月6日、オスマン軍が大規模な強襲をかけた。ポーランド軍の大部分のマグナートや貴族は耐え切れず、北へ逃走した:344。歩兵や陣地は置き去りにされ、そのほとんどが殺されるか捕虜となった。翌7日にかけての戦闘でジュウキェフスキが戦死し、コニェツポルスキ:344をはじめ、サムエル・コレツキ、ミコライ・ストルシュ、ミコワイ・ポトツキ、ヤン・ジュウキェフスキ、ウカシュ・ジュウキェフスキといった数々の将軍が捕虜となった。その中には、後の大洪水時代に活躍するスタニスワフ・レヴェラ・ポトツキやボフダン・フメリニツキーもいた。スタニスワフ・ジュウキェフスキは死の前に、隣に立っていたイエズス会士の聴聞司祭シモン・ヴィビェルスキの祝福を受けた。ジュウキェフスキの遺体は首を斬り落とされ、その首は槍に刺されてスルタンの元へ送られた。またサムエル・コレツキは度々モルダヴィアの領土を侵していたことを咎められ、コンスタンティノープルの牢獄で処刑された。
ツェツォラでの快勝により、オスマン2世および彼を大宰相アリ・パシャやトランシルヴァニア公ベトレン・ガーボルが支える体制は強固なものとなった。モルダヴィアに関しては、グラツィアーニが9月29日に逃走中に殺されていたので、新たな統治者としてアレクサンドル・イリアシュが任じられた。

## その後
ポーランド・リトアニア軍の中で生き残ったのはわずか1000人から1500人程度だった。タタールは勢いづいてポジーリャやヴォウィン、東マウォポルスカにまで侵入した:344。
1621年、オスマン2世はみずから20万から25万人もの大軍を率いてエディルネを出発し、ポーランド・リトアニア共和国の南半分を切り取るという壮大な目標を目指して侵攻した。これに対してリトアニア大ヘトマンの老将ヤン・カロル・ホトキェヴィチ率いる3万5000人のポーランド軍とコサックは、ドニエストル川近くのホチム要塞付近に布陣してオスマン軍の進行を阻んだ。ここではポーランド軍は1か月以上にわたってオスマン軍の攻撃を耐え抜いた（ホトィンの戦い）。ホトキェヴィチは終盤に病没したが、オスマン軍は4万人の犠牲者を出し、冬が近づいていたこともあって、オスマン2世は和平交渉の席に着いた。この結果結ばれたホトィン条約は、ポーランド・オスマン双方の要求をそれぞれ盛り込んだものとなった。
オスマン2世はこの蹉跌を生かすため軍制改革に取り掛かったが、遠征の心配も相まってイェニチェリや保守派の知識層の支持を失った。1622年5月18日、イェニチェリを中心に反乱が勃発し、オスマン2世は退位させられ2日後に殺害された。
ツェツォラの戦いは、ワルシャワの無名戦士の墓に"CECORA 18 - 29 IX 1620"という形で記念されている。